# ابن أيبك الدواداري

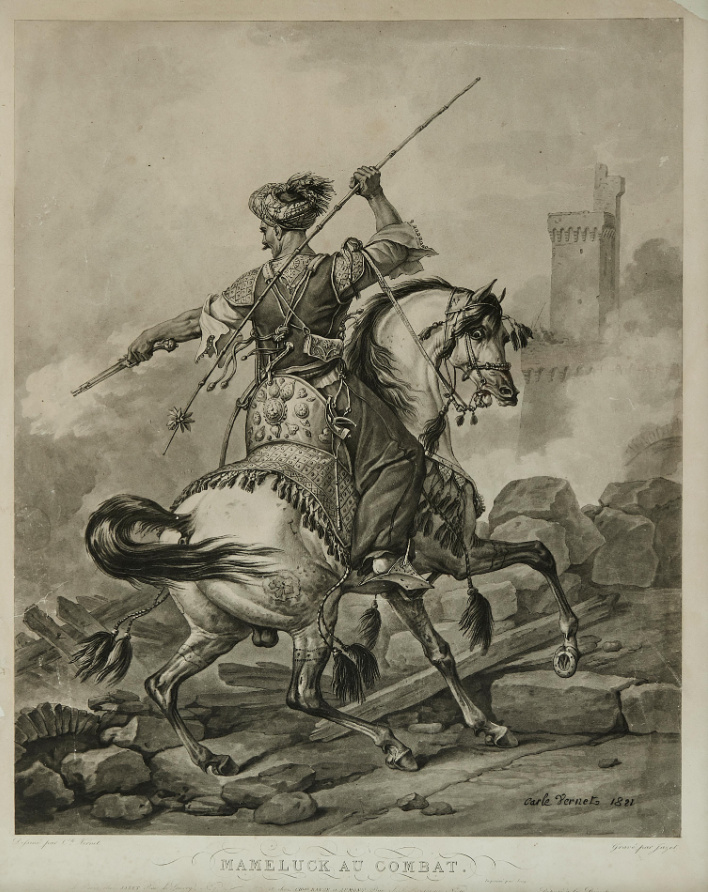
فارس مملوكي

أبو بكر بن عبد الله بن أيبك الدواداري (مولده ووفاته: غير معروف) مؤرخ مصري مملوكي نشأ وعاش في حارة الباطنية بالقاهرة. كان جده " ابن أيبك صاحب صرخد " (ت 645هـ)، ووالده " عبد الله بن أيبك " (ت 713هـ)، وهو ذاته على اتصال بأكابر الأيوبيين والمماليك وشهود عيان لكثير من الحوادث خلال حقبة زمنية تمتد من أوائل القرن السابع حتى منتصف القرن الثامن للهجرة. وهي حقبة ذات أهمية تاريخية كبرى شهدت صراعات بني أيوب الداخلية وزوال دولتهم وبزوغ نجم الدولة المملوكية. من أهم مؤلفاته كنز الدُرر وجامع الغُرر' و" درر التيجان وغرر تواريخ الزمان ". ويعد الكتاب الأول من أهم ما كتب عن العصرين الأيوبي والمملوكي نظراً لمعايشة ابن أيبك الدواداري لكثير من وقائع وأحداث العصرين من جهة، ونظراً لأنه عاش في فترة سابقة لكبار المؤرخين من أمثال " المقريزي " وابن تغري " و" ابن إياس ".

## أصله ونشأته
تنحدر اسرة ابن أيبك الدواداري من نسل بني سلجوق وكان جده الأمير «عز الدين صاحب صرخد» (مدينة صلخد جنوب سوريا) قد دخل في خدمة السلطان الأيوبي الملك المعظم ولذا لقب بالمعظمي، وشارك في صنع الأحداث التي جرت ببلاد الشام في النصف الأول من القرن السابع الميلادي. وقد عرف جده بشدة التدين والاشتغال بالكتابة وكانت لديه خزانة كتب عامرة. ويشير الدواداري إلى أن الملك الصالح نجم الدين أيوب دس لجده السم ليتخلص منه ويستولي على أملاكه وأمواله، وأن جده عندما شعر بما فعله الملك الصالح وأحس بالسم يسري في جسده وأنه سيموت لا محال، دبر مؤامرة سم بها الملك الصالح بسم جعله يصاب بمرض السقية الذي أودى فيما بعد بحياته وبذلك انتقم منه وهو متوفىً.
وكانت جدة الدواداري، والدة أبيه عبد الله، وهي امرأة خطائية الجنس ، من جملة جواري جده الأمير عز الدين اللائي استولى عليهن الملك الصالح. وقد باعها الملك الصالح، وهي حامل من جده الأمير عز الدين، إلى رجل من أكابر صرخد فولدت عنده «عبد الله» والد ابن أيبك الدواداري. وكان هذا الرجل فقيهاً صوفياً تستهويه المعرفة وألف كتاباً في الصوفية. وهكذا نشأ والده عبد الله في بيت علم وأدب في المدينة (صلخد). عاشت الأسرة في حارة الباطلية بالقاهرة، ولما بلغ عبد الله السابعة عشر من عمره أعجب به السلطان الظاهر بيبرس فأدخله في خدمته، وأنعم عليه بإقطاع  وسلمه للأمير سيف الدين بلبان الدوادار قائلاً له: «علمه وخليه يمشي معك». ولذا عرف عبد الله باسم «الدواداري». ويذكر المؤرخ ابن تغري أن الأمير بلبان (ت 680هـ) كان دواداراً  للسلطان بيبرس (ت 676 هـ) وكان مقرباً إليه مطلعاً على أسراره بوصفه مدبر أمور القصاد  والمكاتبات في دولته. كما يشير المقريزي في أحداث سنة 674هـ إلى أن السلطان بيبرس أرسل بلبان إلى طرابلس للتفاوض مع الصليبيين: «في ثامن المحرم: وصل الأمير سيف الدين بلبان الدوادار إلى طرابلس في تجمل كبير، ومعه كتاب السلطان إلى متملكها، فما زال حتى قرر عليه في كل سنة عشرين ألف دينار صورية وعشرين أسيراً.». وفيما بعد أصبح «عبد الله» مقرباً من السلطان الأشرف صلاح الدين خليل ثم من السلطان الناصر محمد بن قلاوون، الذي منحه الإمارة ونصبه والياً على الشرقية وأميراً على العربان سنة 699هـ. ثم عين مهمنداراً  بالشام حيث توفي سنة 713هـ بعد أن وقع من فوق فرسه أثناء قيامه بجولة تفتيشية على القلاع.
كان ابن الدوادري يرافق أباه دائماً ويساعده على عمله، وكان يحضر المحادثات التي كانت تجري بين أبيه ورجال الدولة، ويستمع إلى آراء كبار الأمراء والقواد، وعاين بنفسه حوادث ووقائع. ومن المرجح أنه كان متصلاً بالسلطان الناصر محمد بن قلاوون الذي ألف ترجمته «الدر الفاخر في سيرة الملك الناصر».

## مكانته وأسلوبه
يعد القرن الثامن الهجري من أخصب العصور الإسلامية في المؤلفات التاريخية وعدد مؤرخيه. من بين أولاء المؤرخين ينتمي ابن أيبك الدوإداري، ومعه بيبرس الدوادار، إلى فئة من المؤرخين كانت على اتصال مباشر بالدولة وكبار رجالها. ويمتاز مؤرخي هذا الفريق بأنهم كانوا شهود عيان لكثير من الحوادث التي عاصروها، وأتيح لهم الاطلاع على خفايا أمور السياسة في زمنهم. وتعد الحقبة التاريخية التي شملت عصري الدولتين الأيوبية والمملوكية من أهم الفترات في تاريخ الشرق الأدنى. فقد شهدت تلك الفترة حركة صليبية خطيرة تعرضت مصر خلالها لـحملتين صليبيتين كبيرتين ، كما شهدت ظهور المغول وسقوط بغداد والشام في براثنهم. وفي تلك الحقبة تفككت الدولة الخوارزمية، ودخل ملوك بني أيوب في صراعات فيما بينهم على الحكم كان من نتائجها أفول نجمهم وبزوغ نجم الدولة المملوكية التي أخذت على عاتقها حماية العالم الإسلامي من خطر الصليبيين والمغول. في بعض سنوات تلك الحقبة الخطيرة، الممتدة من أوائل القرن السابع حتى قرابة منتصف القرن الثامن للهجرة، عاش ابن أيبك الدوإداري ومن قبله والده وجده، وبذلك عاين بنفسه بعض أحداثها وما لم يعاينه بنفسه نقله عن أبيه وجده. وقد كانت له صلات قوية ببعض بقايا ملوك بني أيوب بعد زوال دولتهم، وكان صديقاً للملك الكامل بن الصالح إسماعيل الأيوبي الذي يقول عنه: «وكان حصل بيني وبينه من الصحبة ما كان يطلعني على كثير من أسراره».
كان ابن أيبك الدوإداري شغوفاً بالعلم والمعرفة كثير التردد إلى العلماء والمتصوفة والأديرة ويجمع الكتب النادرة ويستنسخ منها.وتدل مؤلفاته على أنه كان يعني بالأدب والأخبار والتاريخ وكان يتذوق الشعر. وقد ذكر أن ألف كتاباً في خطط القاهرة اسمه «اللقط الباهرة في خطط القاهرة» وهذا يوضح مدى سعة معرفته، إذ أن موضوع الخطط لا يخوض فيه إلا عالم متمكن. وقد نقل الدوإداري عن كثير من المصادر التي ضاعت مخطوطاتها ولم تعد موجودة مثل «أخبار الشام» للسمياطي (ت 353هـ) مما يجعل لما كتبه شأناً وقيمة إضافية كبرى. وقد أشار الدوإداري إلى معلومات ووقائع غير موجودة في المصادر الآخرى التي تناولت وقائع وأحداث نفس الفترة، وهذا لأن بعض المصادر التي نقل عنها قد إندثرت ولم تصل إلى أيدي غيره من المؤرخين. ومن ذلك مثلاً ما ذكره من أن رسل الصليبيين إلى المسلمين كانوا يدعون أنهم لا يعرفون العربية وهم يعرفونها. ويذكر الدوإداري انه كان يراجع مسوداته بين حين وآخر ليتحقق من حدث أو نبأ مما يوضح إنه كان صاحب منهج علمي منظم. ويميل الدوإداري إلى الإيجاز الشديد وعدم ذكر تفاصيل ولكنه في بعض الأحيان كان يجنح إلى الاستطراد وإدخال موضوع في موضوع وذكر أشعار وفقرات أدبية وهو يدرك ويبرر ذلك بنفسه فيقول أنه يفعل ذلك «لتنشيط القارئ، ولا يمل ويسأم من فن واحد».
ومع أن ابن أيبك الدوإداري كان يحيط بما لم يحط به غيره علماً بفضل مشاركته ومشاركة أبيه وجده في كثير من أحداث الفترة التي عاشوها، إلا أنه لا يميل إلى الاستبداد بالرأي وطرح معلومات غير مؤكدة لديه. ومن ذلك ماذكره عن أصل الأيوبيين فيوضح أن هناك بضعة أراء اختلف بني أيوب أنفسهم حولها، فمنهم من يقول أنهم من أصل كردي، ومنهم من يقول أنهم من أصل عربي، وأن أيوب بن شاذي كان حفيداً لمروان بن الحكم بن عبد الرحمن بن محمد بن عبد الله، من نسل بني أمية.
على الرغم من ضعف إسلوب الدوإداري وكثرة أخطائة اللغوية فهو مصدراً هاماً من مصادر الحقبة التاريخية التي أرخ لها، وقد كتب بروح العصر الذي عاش فيه وبالألفاظ المصرية التي كانت متداولة حينذاك، وبذلك قدم، دون أن يقصد، معلومات إضافية عن لغة العصر الذي عاش فيه.

## كنز الدُرر وجامع الغُرر

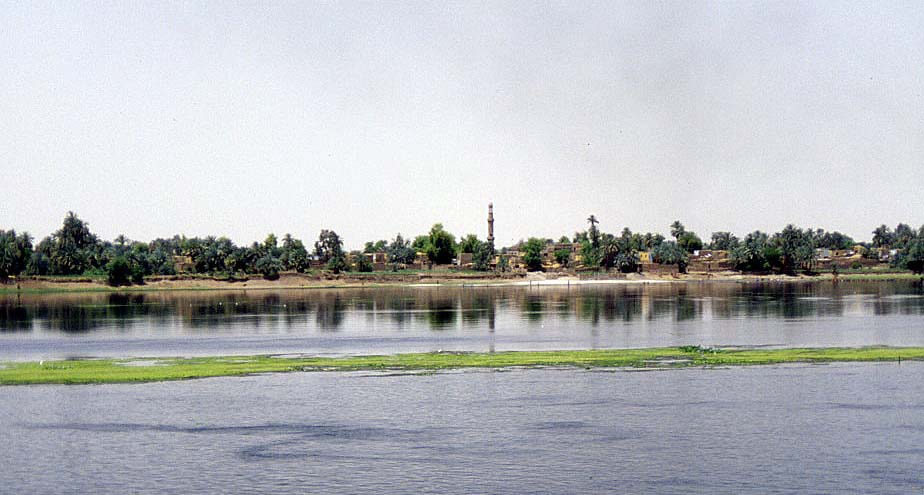
لقب ابن أيبك الدواداري بمؤرخ النيل

لم يصل من مؤلفات ابن أيبك الدويداري سوى كتابين هما «كنز الدرر وجامع الغرر» و«درر التيجان وغرر تواريخ الزمان». والكتاب الأول تاريخ عام منذ نشأة الخليقة حتى عصره وهو أهمهما. ويتكون الكتاب من تسع أجزاء، يختص كل جزء بدولة أو فترة محددة. وجعل لكل جزء اسمان فرعيان، الأول يتعلق بفلك من أفلاك السماء التسع، والثاني يتعلق بموضوع الجزء. ويظن أن عمله ذلك لم يُسبق إليه .. وعناوين الأجزاء كالتالي: 1- «نزهة البشر من قسمة فلك القمر: الدرة العليا في أخبار بدو الدنيا»، 2- «غلة الوارد من قسمة فلك عطارد: الدرة اليتيمة في أخبار الأمم القديمة»، 3- «المشرف بالقدرة من قسمة فلك الزهرة: الدر الثمين في أخبار سيد المرسلين»، 4- «بغية النفس من قسمة فلك الشمس: الدرة المسمية في أخبار الدولة الأموية» الأمويون، 5- «الذي كل سمع له مصيخ من قسمة المريخ: الدرة السنية في أخبار الدولة العباسية»، 6- «الفائق صحاح الجوهري من قسمة فلك المشترى: الدرة المضية في أخبار الدولة الفاطمية»، 7- «شهد النحل من قسمة فلك زحل: الدر المطلوب في أخبار دولة بني أيوب»، 8- «زهر المروج من قسمة فلك البروج: الدرة الزكية في أخبار دولة الملوك التركية»، 9- «الجوهر الأنفس من قسمة الفلك الأطلس: الدر الفاخر في سيرة الملك الناصر».
بدأ ابن الدواداري في جمع مواد ومعلومات «كنز الدرر وجامع الغرر» سنة 709هـ وكتب آخر وقائعه في مستهل سنة 736هـ، فيكون قضى في جمعه وكتابته سبعاً وعشرين سنة. أي خلال فترة حكم الملك الناصر محمد بن قلاوون الثالثة، ويذكر ابن الدواداري أنه ألف الكتاب من أجل الملك الناصر بقوله: «فوضعت التاريخ اللطيف مشرفاً بالاسم السلطاني الناصري الشريف». وبقوله: «السلطان الملك الناصر، أبو المعالي والمفاخر، الذي ليس له من قبله من الملوك الإسلامية مناظر، المستمد النصر من الناصر الآخر، الذي وضع جميع هذا التاريخ توطئة لذكر بعض محاسن سيرته».
إسلوب ابن الدوإداري في القسم الذي عاش فيه وعاين أحداثه بنفسه يختلف عن إسلوبه في القسم الذي جمع معلوماته وانتقاها ولخصها من مصادر سبقت عصره. في القسم الذي عاين أحداثه، وهو القسم المتعلق بالمماليك، يؤرخ ابن الدوإداري كمؤرخ بارع يسوق التفصيلات ويذكر كثير من الملحوظات ويقص الوقائع التي عايشها وأثرت في نفسه. ولذلك يعد ذاك القسم من أهم مراجع العصر المملوكي.
وكما فعل ابن تغري فيما بعد، فإن ابن الدوإداري اهتم بأحوال نهر النيل إلا أنه، على عكس ابن تغري، استهل أحداث كل سنة بعنوان ثابت لا يحيد عنه، هو: «النيل المبارك في هذه السنة» مما يبين أنه كان يدرك أن الوقوف على منسوب مياه النيل وفيضانه هو المفتاح لدراسة أحوال مصر وأهلها. ولا يعرف مؤرخ قبل ابن أيبك الدوإداري فعل ذلك، ولذا أطلق البعض عليه لقب «مؤرخ النيل».

## مؤلفاته
- كنز الدرر وجامع الغرر : تاريخ موسع منذ بدء الخليقة إلى عصر المؤلف في 9 أجزاء ضخمة، كل جزء له عنوان فرعي يبدأ بكلمة «درة» أو «درر»، ويختص كل جزء بتاريخ عهد معين، والجزء التاسع والأخير ترجمة للسلطان الناصر محمد بن قلاوون. - المخطوطة بخط المؤلف توجد في مكتبة أحمد الثالث بإسطنبول.
- درر التيجان وغرر تواريخ الزمان : تاريخ موجز من مجلد واحد مضاف فيه تراجم الملوك والوزراء والعلماء والأدباء والشعراء والأطباء.
- اعيان الأمثال وأمثال الأعيان : غير موجود.
- حدائق الأحداق، ودقائق الحذاق : غير موجود.
- عادات السادات، سادات العادات في مناقب الشيخ أبي السعادات : غير موجود.
- الروضة الزاهرة في خطط القاهرة أو اللقط الباهرة في خطط القاهرة : غير موجود.

## فهرس وملحوظات
1. ↑  كامل سلمان الجبوري (2003). معجم الأدباء من العصر الجاهلي حتى سنة 2002م. بيروت: دار الكتب العلمية. ج. 1. ص. 477. ISBN:978-2-7451-3694-7. LCCN:2003489875. OCLC:54614801. OL:21012293M. QID:Q111309344.
2. 1 2  عاشور، (و)
3. ↑  خطائي، خطائية، خطائيون : من بلاد الخطا (بكسر الخاء وفتح الطاء) وهم جنس من الترك بلادهم تتاخم بلاد الصين. -(القلقشندي، 4/481). قبائل آسيوية من الترك، نزحت من شمال الصين في النصف الأول من القرن السادس الهجري. واستقر الخطائيون غرب إقليم التركستان وكونوا دولة عرفت باسم " القراخطائيين "، ثم امتدت دولتهم إلى نهر سيحون الذي فصل بينهم وبين الخوارزمية المسلمين. وكانوا يدينون بالبوذية. -(ابن الدواداري،7/162)
4. ↑  إقطاع : دخل الأمير أو المملوك من خراج أرض أو بلدة تمنح له عن طريق السلطان.
5. ↑  دوادار: حرفياً " دواية دار " أي حامل دواة السلطان، وهو منصب رفيع من وظائف صاحبه إبلاغ الرسائل عن السلطان.
6. ↑  القصاد: جمع قاصد. كانوا يقومون بتوصيل الرسائل السلطانية التي يتعذر إرسالها بالبريد العادي لحيلولة عدو في الطريق أو انقطاع خيل البريد لسبب عارض. وهم معروفون بالخفة وسرعة العدو والقدرة على السفر أثناء الليل دون إصدار حساً - (القلقشندي، 1/163-162).
7. ↑  المقريزي، 2/93
8. ↑  مهمندار: رجل دولة يستقبل الرسل والضيوف الواردين على الدولة ويدبر أمورهم ويعنى بهم أثناء إقامتهم.
9. ↑  المنجد، 10
10. ↑  المنجد، 11
11. ↑  المنجد، 8
12. ↑  عاشور، (د)
13. ↑  تعرضت مصر في تلك الفترة إلى حملتين صليبيتين خطيرتين وهما الحملة الصليبية الخامسة في 1213م، والحملة الصليبية السابعة في 1249م.
14. ↑  ابن الدواداري، ج7/5
15. 1 2  عاشور، (ز)
16. ↑  المنجد، 20
17. ↑  عاشور، (ط)
18. ↑  عاشور، (ط)(ى)
19. ↑  ابن الدواداري، ج7/7-5
20. ↑  عاشور، (ى)(ك)
21. ↑  المنجد، 15
22. 1 2  المنجد، 14-15
23. ↑  المنجد، 11-15
24. ↑  ابن الدواداري، ج7/4،
25. ↑  عاشور، (ك)